# Udea chloropis
Udea chloropis là một loài bướm đêm thuộc họ Crambidae. Nó là loài đặc hữu của Kauai và Hawaii.